# Кученёва, Галина Георгиевна
Кученёва Галина Георгиевна (24 октября 1925, Клин, Московская область, — 15 июля 2007, Калининград) — российский деятель науки и образования, выдающийся ботаник, педагог, просветитель, защитница природы, стоявшая у истоков создания национального парка на Куршской косе, списка памятников природы Калининградской области и множества других природоохранных инициатив. Научный сотрудник научно-исследовательской станции зеленого строительства в Калининграде, заведующая отделом дендрологии Ботанического сада БФУ имени И. Канта (1950—1964), доцент, кандидат биологических наук, заведующая кафедрой ботаники КГУ (ныне БФУ им И. Канта) (1964—1986), методист Детско-юношеского эколого-биологического центра Калининграда.
Автор первого фундаментального научного исследования древесных растений Калининградской области, ряда научно-популярных книг о природе Калининградской области, более 70 научных и сотен научно-популярных статей; член Ассоциации творческих педагогов России; ветеран восстановления Калининградской области.

## Биография
Галина Георгиевна Кученева родилась 24 октября 1925 г. в семье кадрового военного Кученева Георгия Константиновича и Богородицкой Веры Аркадьевны. Закончила в 1949 г. Московскую сельскохозяйственную академию имени К. А. Тимирязева, плодоовощной факультет, отделение декоративного садоводства, получила специальность учёный агроном (квалификация «декоративное садоводство»).
Трудовая биография Галины Георгиевны практически полностью связана с Калининградом и Калининградской областью, однако началась гораздо раньше, еще в школьные годы в период Великой Отечественной войны.

В 1950 г. Галина Кученева по распределению была направлена в Калининградскую область и принята на работу в качестве научного сотрудника на Научно-исследовательскую станцию зеленого строительства (ныне Ботанический сад БФУ имени И. Канта). 
«Я очень хорошо помню тот день (7 июля 1950 г.), когда я увидела за оградой великолепное дерево, которое, как мне показалось, все покрыто чудесными золотистыми, блестящими под июльским солнышком цветами… Я шла в научно-исследовательскую станцию зеленого строительства. […] И здесь вблизи я рассмотрела поразившее меня «золотое дерево». Это был бук золотистый. Встреча с этим деревом определила мои научные интересы на много-много лет вперед. Точнее, на всю жизнь».
Из рукописей Г. Г. Кученёвой
В 1956 г. началось всеобъемлющее исследование природных ресурсов на территории Калининградской области, результаты которого должны были лечь в основу хозяйственного планирования. Кученева Г. Г., будучи заведующей отделом дендрологии Ботанического сада, вошла в состав образованного в 1958 г. Совета Ботанических садов Прибалтики и Белоруссии и принимала активное участие в ежегодных дендрологических экспедициях по инвентаризации декоративного фонда старинных сельских парков Калининградской области и Прибалтики.

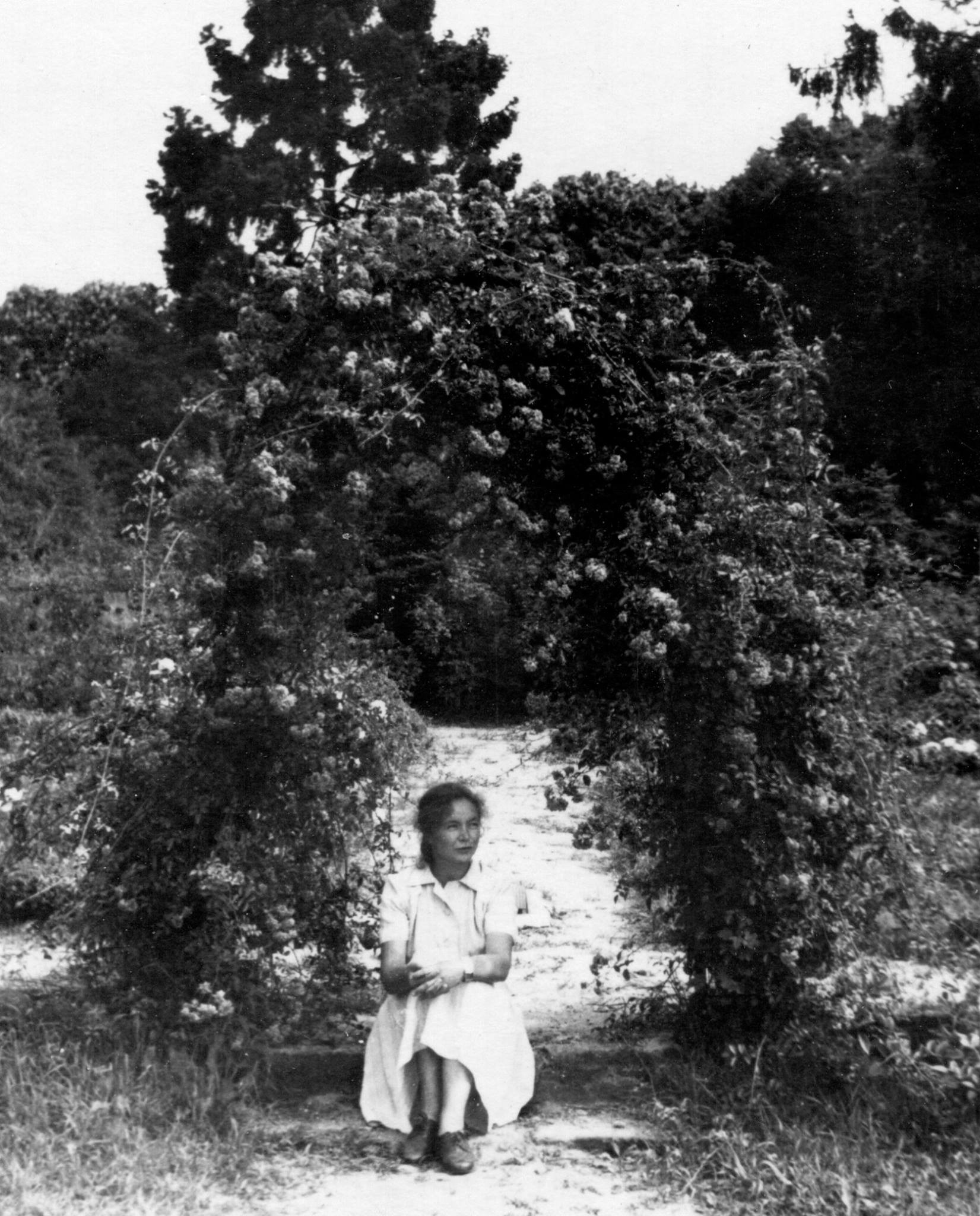
Галина Кученева, заведующая отделом дендрологии, в розарии Ботанического сада. Калининград, начало 1950-х гг.

Одним их важных результатов дендрологических экспедиций стала инициатива Галины Георгиевны по приданию ряду уникальных объектов ландшафтного искусства статуса памятника природы. В 1965 г. эта инициатива была оформлена в виде «Перечня особо охраняемых природных объектов Калининградской области», приложения к решению Калининградского областного исполнительного комитета. Тогда же под руководством Галины Георгиевны Калининградским отделением Всероссийского общества охраны природы были составлены паспорта установленного образца на каждый из 56 памятников природы, которые были переданы впоследствии созданному в конце 80-х годов Комитету природы по Калининградской области.

Среди природоохранных инициатив Галины Георгиевны — идея создания национального парка на Куршской косе. Кученева Г. Г. стала автором многочисленных научных статей, посвященных флоре и растительности Куршской косы, влиянию развития туризма в национальном парке, истории интродукции на этой территории.

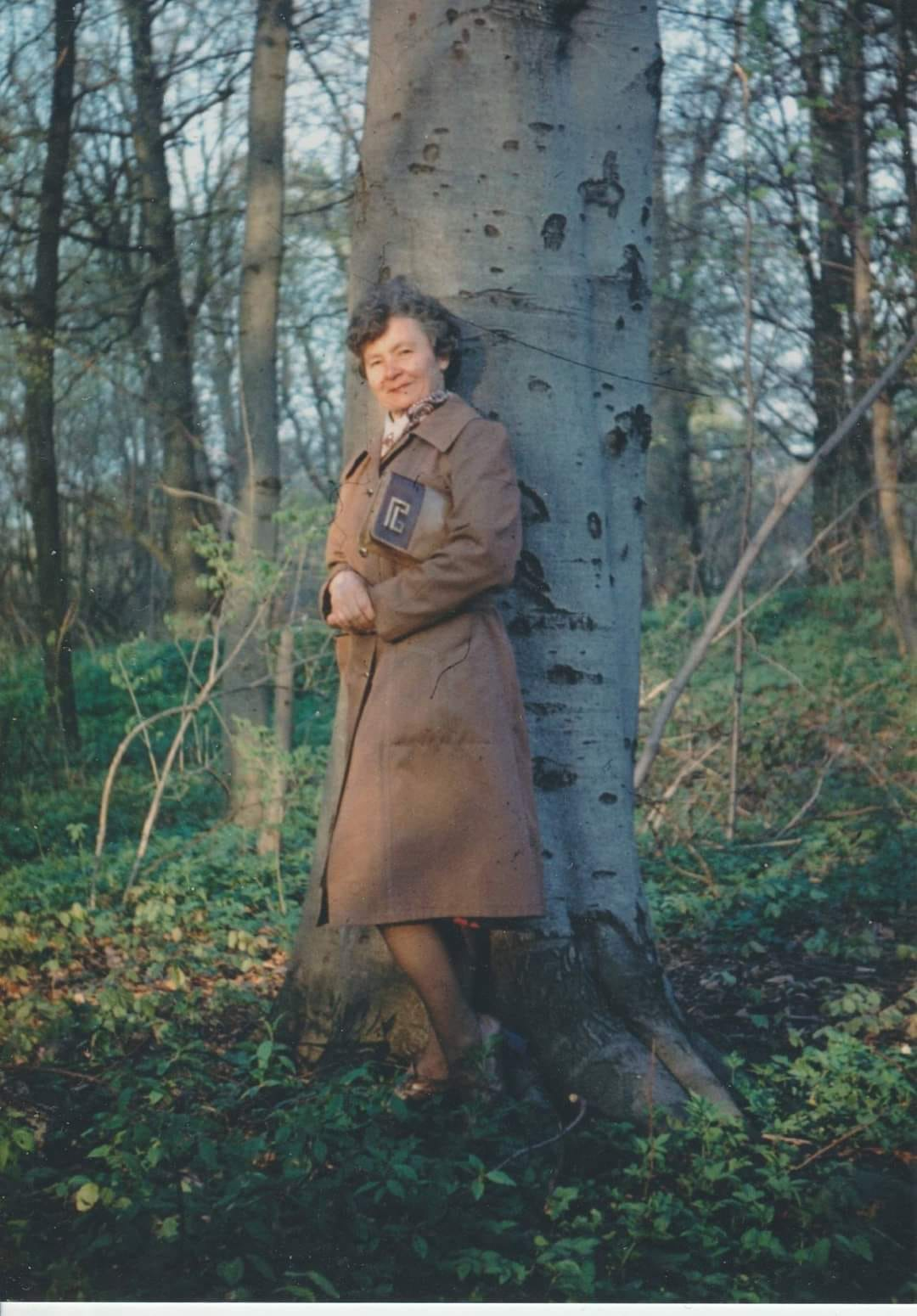
Кученёва Г.Г. в буковом лесу

С 1951 г. Галина Георгиевна являлась внештатным сотрудником Калининградского радио и телевидения; в 1955—1958 гг. — автором и ведущей природоведческой радиопрограммы для детей «Солнечный зайчик»; с 1952 по 1989 — автором и ведущей популярной экологической радиопрограммы «Руку дружбы природе»; с 1960 по 1968 — автором популярной телепрограммы для школьников «Ключ старого леса».
Активнейший член общества «Знание» с 1961 г., востребованный лектор по природоохранной и краеведческой тематике, она читала в год десятки лекций в самых отдаленных уголках области. Даже в преклонном возрасте Галина Георгиевна продолжала сотрудничество с Домом Учителя, библиотеками, школами, музеями, национальным парком «Куршская коса».
В 1964 г. Галина Георгиевна Кученева была приглашена на работу в Калининградский педагогический институт (ныне Балтийский федеральный университет имени Иммануила Канта), где проработала 22 года. Она заведовала кафедрой ботаники с 1982 по 1984 гг.; входила в состав Ученого Совета биологического факультета Университета. За время работы в Университете под руководством Галины Георгиевны защищены около 30 дипломных работ по зеленому строительству, ландшафтному садоводству, итогам интродукции, флоре и растительности, декоративным формам древесно-кустарниковых растений, охраняемым растениям и территориям.

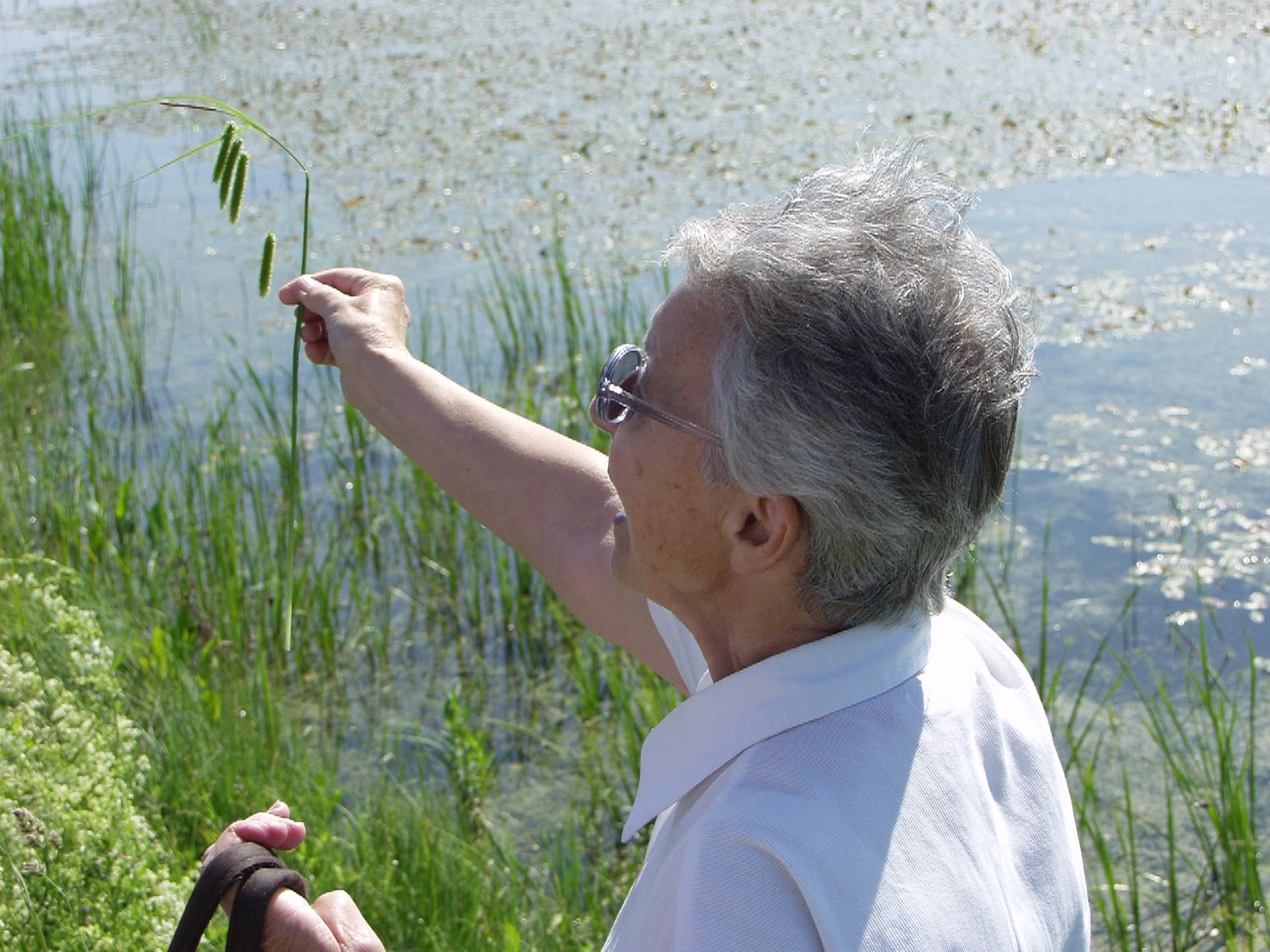
На семинаре для учителей по проекту «Наблюдение за природой Балтики», 2006 г.

После выхода на пенсию в 1988 г. Галина Георгиевна Кученева стала сотрудником Калининградского областного эколого-биологического центра учащихся (ныне — Калининградский областной центр экологического образования и туризма) в должности методиста по исследовательской работе школьников. В период работы она подготовила более десятка методических пособий по экологическому образованию и исследовательской работе школьников, организовала Заочную экологическую школа и подняла на высокий уровень научно-исследовательскую работу в школах.

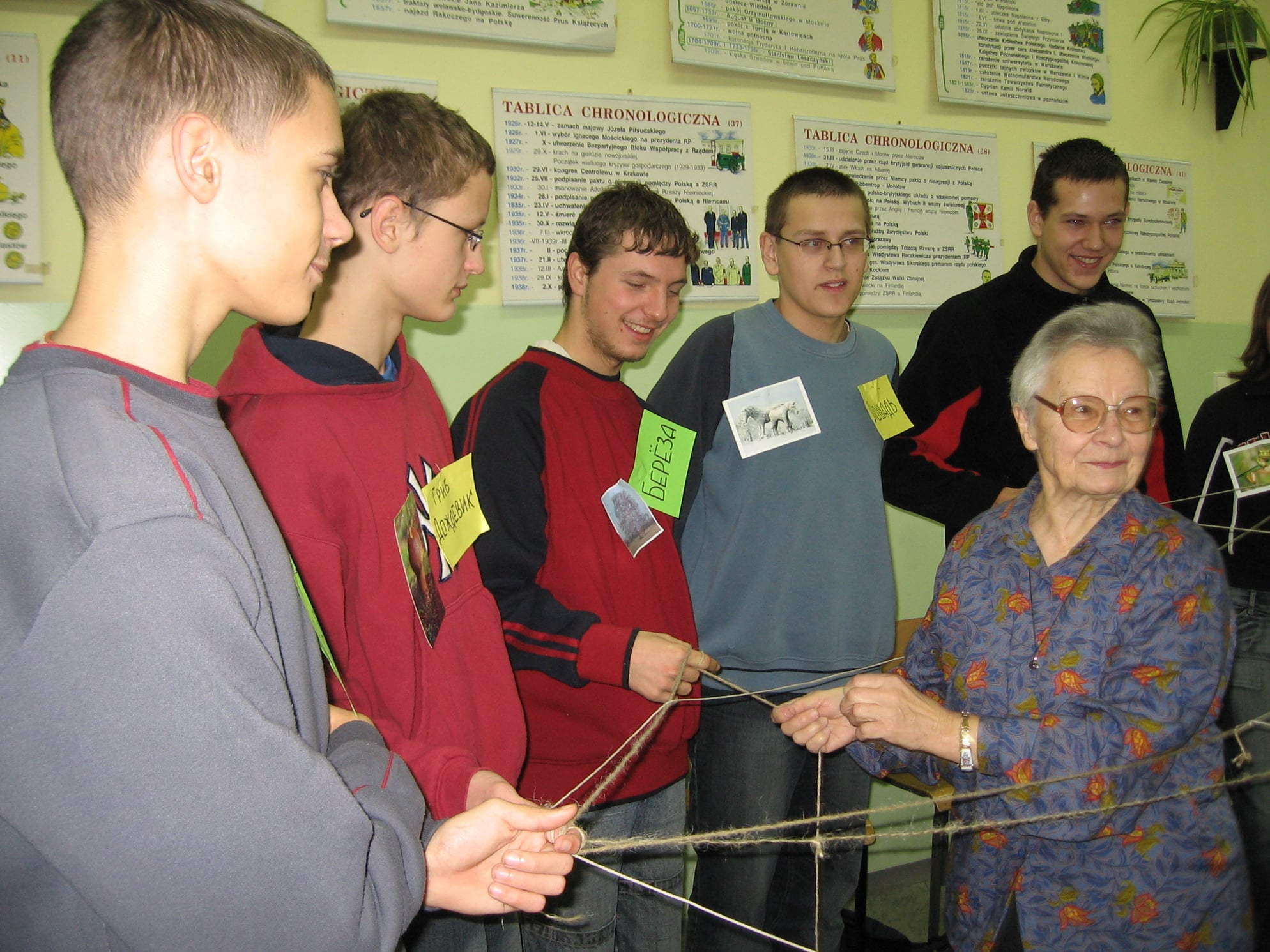
Кученёва Г.Г. ведет экологическую игру «Все взаимосвязано со всем». Квидзын, 2005 г.

С 1998 г. Галина Георгиевна являлась научным консультантом группы «Экозащита!». В период с 1998 по 2000 г. была редактором эколого-образовательного журнала «Игорный дом», посвященного игровым методикам в экологическом образовании. Среди инициатив, реализованных Галиной Георгиевной в рамках деятельности «Экозащиты!» — проекты по экологическому образованию: «Экологическая дорожка», «Наблюдение за природой Балтики», «Дерево года», выставка «Карл Линней и его система природы», приуроченная к 300-летию со дня рождения великого ботаника, и многие другие.
Скончалась 15 июля 2007 года на 82-м году жизни.

## Труды

### Научные публикации
- Кученева Г. Г., Звиргзд А. В. Интродуценты в озеленении городов Калининградской области // Вопросы географии. — Калининград, 1970. — С.143—162.
- Андронова Н. Н., Кученева Г. Г. Флора Калининградской области // Изученность природных ресурсов Калининградской области: Зап. Калинингр. отд. Геогр. общества. — Л.,1972. — Вып. 1. — С.105.
- Андронова Н. Н., Кученева Г. Г. Заметки к флоре Калининградской области // Зап. Калинингр. отд. Геогр. общества. — Л.,1972. — Вып. 1. — С.141—160.
- Кученева Г. Г., Пука Т. Ф. Декоративные формы деревьев и кустарников, новые для Советского Союза и Прибалтики // Полезные растения Прибалтийских республик и Белоруссии. — Вильнюс: Изд-во АН ЛитССР, 1973. — С.309-313.
- Кученева Г.Г., Случевская Н.Г. Семейство Juglandaceae Lindl. в Калининградской области // Полезные растения Прибалтийских республик и Белоруссии. — Вильнюс: Изд-во АН ЛитССР, 1973. — С.65-70.
- Кученёва Г. Г. ДЕКОРАТИВНЫЕ ФОРМЫ И РАЗНОВИДНОСТИ ДЕРЕВЬЕВ И КУСТАРНИКОВ КАЛИНИНГРАДСКОЙ ОБЛАСТИ: : автореф. дис. на соиск. учен. степ. канд. биол. наук / Главный Ботанический сад АН СССР. — Москва, 1974.
- Андронова Н.Н., Киреева Е. Т., Кученева Г.Г., Расильш А. Редкие и исчезающие виды растений Калининградской области // Ботанические сады Прибалтики. Охрана растений. — Рига: Изд-во АН Лат. ССР, 1975. — С.115-116.
- Кученева Г. Г., Янушкявичюс Л. Об охране бука на северо-восточной границе ареала // Актуальные проблемы охраны природы. Бот. вып. — Иваново, 1977. — С.136-139.
- Кученёва Г. Г., Случевская Н. Г. , Чернова О. В. К итогам интродукции растений в ботаническом саду Калининградского госуниверситета // Ботанические сады как центры интродукции растений / Ботанический сад ТГУ. — Тарту, 1978. — C. 65-67.
- Андронова Н. Н., Кученева Г. Г., Королева А. Е. Виды семейства Orchidaceae в ценозах Куршской косы // Охрана и культивирование орхидей. — Таллин: Изд-во АН ЭССР, 1980. — С.42-46.
- Кученева Г. Г., Андронова Н. Н., Петрова Н. Г. Редкие и исчезающие виды растений в ботанических и любительских коллекциях Калининградской области // Бюл. Главн. бот. сада АН СССР. — М., 1980. — Вып. 117. — С.61-65.
- Кученева А. Е., Кученева Г. Г., Андронова Н. Н. Редкие и исчезающие растения Куршской косы // Охрана генофонда природной флоры. — Новосибирск: Наука, 1981.
- Кученева Г. Г. (ред.), Андронова Н. Н., Семенова З. Е. и др. Флора и растительность Калининградской области. Редкие и исчезающие виды растений — Калининград: КГУ, 1983. — 88 с., ил.
- Кученева Г. Г., Кнапе Д. А., Бице М. А. и др.; Отв. ред. Р. Е. Циновскис. Конспект дендрофлоры Калининградской области — Рига: Зинатне, 1983. — 162 с.
- Кученева Г. Г. Интродуцированная дендрофлора Калининградской области // Тез. докл. 7 Делегат. съезда Всесоюзного ботанического об-ва, Донецк, 11-14 мая, 1983. — Л., 1983. — С. 397.
- Андронова Н. Н., Кученева Г. Г., Королева А. Е. Распространение видов семейства Orchidaceae на территории Калининградской области // Охрана и культивирование орхидей. — Киев: Наукова думка, 1983.
- Кученева Г. Г., Трущенков С. Э. Семеношение древесных интродуцентов в лесных культурах Калининградской области // Экол. пробл. семеноведения интродуцентов. — Рига, 1984. — С. 68-69.
- Кученева, Г. Г., Котов С. Ф. Рекреация как экологический фактор. К вопросу изучения и прогнозирования // Экологический прогноз. — М.: МГУ, 1986. — С. 51-56.

- Кученева Г. Г. Зимостойкость и жизнеспособность древесных растений в экстремальных условиях // Бюл. Гл. ботан. сада АН СССР. — М., 1986. — Вып. 141. — С. 15-18.
- Кученева Г. Г. К методике комплексной оценки древесных растений для целей озеленения // Бюл. Гл. ботан. сада АН СССР. — М., 1986. — Вып. 142, — С. 54-59.
- Кученёва Г. Г., Петрова Н. Г., Яковлева Т. А. Результаты перезимовки древесных растений в зиму 1978/79 г. и последующее их развитие в Калининград-ской области // Ботанические сады Прибалтики. Зимостойкость деревьев и кустарников в 1978/79 гг. — Рига, 1987.
- Кученева, Г. Г. Изученность флоры и растительности Куршской косы // Проблемы изучения и охраны природы Куршской косы. — Калининград: ГП «КГТ», 1988. — С. 253—268.
- Баринова Г. М., Кученева Г. Г., Сухова А. А. Микроклимат и особенности возобновления смешанных лесов на территории Калининградской области // Флора и растительность Южной тайги. — Калинин, 1989. — С. 25-31
- Кученева, Г. Г. Куршская коса — новый национальный парк СССР // Биол. Гл. ботан. сада АН СССР. — М., 1989. — N152. — С. 78-81.
- Кученева Г. Г., Королева А. Е. Оценка состояния городских зеленых насаждений (деревья, кустарники, травяной покров). Методич. указ. — Калининград: Янтарный cказ, 1996.
- Кученева Г. Г. и др. Карта состояния растительности // Экологический атлас Калининграда. — Калининград, 1999.
- Кученёва Г. Г., Петрова Н. Г., Королёва А. Е. Адаптация древесных растений при интродукции // Вестник Калининградского государственного университета. — Калининград, 2003. — Вып. 1. — С. 76—82.

### Научно-популярные книги
- Кученева Г. Г. Жемчужины зеленого мира: о декоративных деревьях и кустарниках Калининградской области — Калининград: Калининградское книжное издательство, 1975. — 63 с.
- Кученева Г. Г., Жаров В. Л. От первых цветов до белых снежинок — Калининград: Калининградское книжное издательство, 1979. — 64 с.
- Кученева Г. Г. За грибами — Калининград: Калининградское книжное издательство, 1960. — 64 с.[4]
- Кученева Г.Г. Декоративные деревья и кустарники // Калининградская область: Очерки природы. — Калининград, 1969. — С.151-165.

### Экологическое образование
- Королева А.Е., Кученева Г. Г. Триста шестьдесят пять открытий. Книга для родителей и педагогов по экологическому воспитанию дошкольников и младших школьников. — Калининград: КРОЭО «Экозащита!-0бразование», 2007.[5]
- Королева А.Е., Кученева Г.Г. Экологическая дорожка (авторская программа) // Вестник АсЭКО. — 1994. — вып. 3-4.

## Награды
- Медаль «За доблестный труд в Великой Отечественной войне 1941—1945 гг.»
- Юбилейная медаль «50 лет Победы в Великой Отечественной войне 1941—1945 гг.»
- Юбилейная медаль «60 лет Победы в Великой Отечественной войне 1941—1945 гг.»
- Медаль К. Д. Ушинского
- Лауреат конкурса мэрии г. Калининграда «Человек-Событие-Время» (1999).

## Память

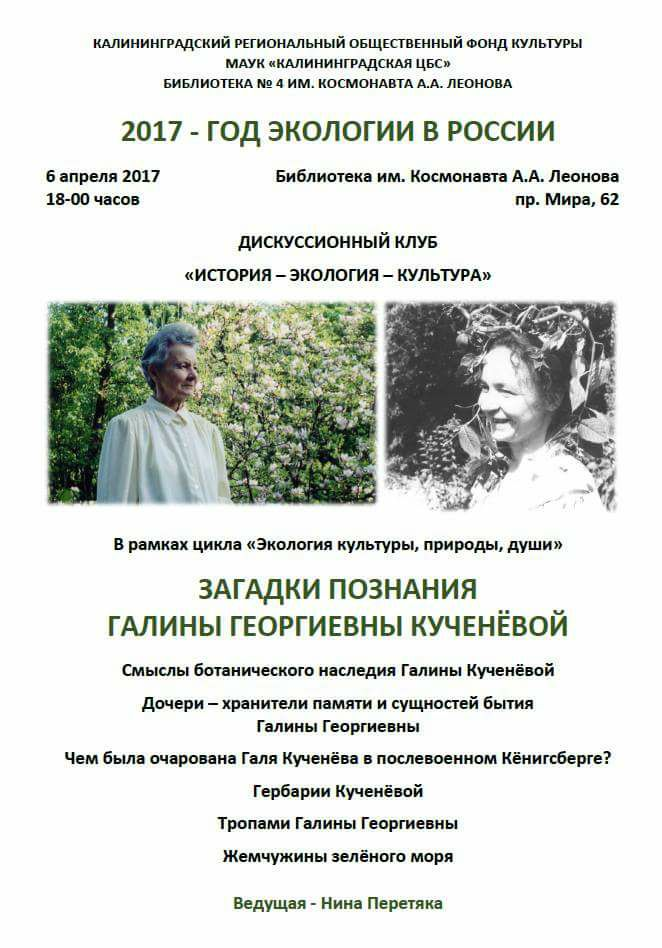
Афиша одного из мероприятий, посвященных памяти Галины Георгиевны

В 2007 году Оргкомитет Всероссийского конкурса детских и юношеских научно-исследовательских работ имени Вернадского (откуда её ученики неизменно привозили в Калининград дипломы и награды) учредил специальную номинацию «Памяти Галины Георгиевны Кученёвой (Калининградское областное отделение ООД „Исследователь“) для работ в области экологии».
В день рождения Галины Георгиевны в Калининграде проводятся вечера памяти, в том числе:
- 24 октября 2015 г. «Объяснись с моим городом, гинкго»[6]
- 24 октября 2017 г. «Открытые книги Галины Кученевой»[7]
- 24 октября 2018 г. «Аллея начинается с саженца…»[8]
- 24 октября 2019 г. «Легенды и мифы о растениях: Легендарная лекция легендарного просветителя»[9]

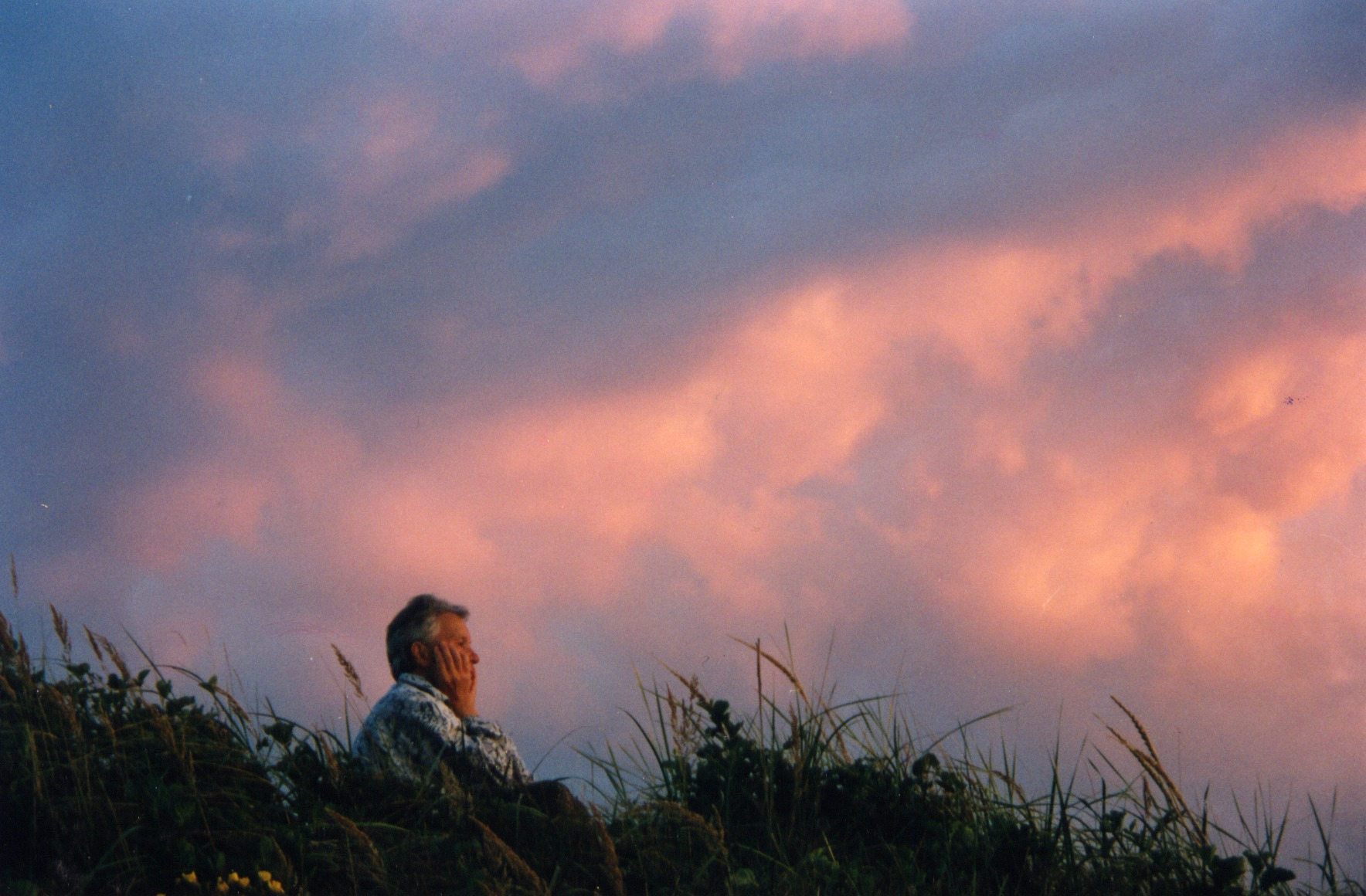
Галина Георгиевна провожает закат солнца над Балтикой. Куршская коса, пос. Лесной, 1996 г.

В 2013 г. рукопись книги «Венок Неринги (Флора и растительность Куршской косы)» Кученевой Г. Г. и Королевой А. Е. (Калининград, 2007) отмечена почетной грамотой конкурса имени Ф. Р. Штильмарка 2012 года за вклад в популяризацию живой природы охраняемых природных территорий.
«Экозащита!» посвятила сборник «Граждане с экоинициативой» (2015), издание «КЛИМАТ РАЗБОЛТАЛСЯ: Региональные явления глобального изменения климата в Калининградской области» (2018) Г. Г. Кученевой, «величайшему генератору идей». В октябре 2023 года вышла книга «Генератор идей. Галина Георгиевна Кученева», в которой представлены ее природоохранные и просветительские инициативы, реализованные организацией.
В Калининграде многие ссылаются на Галину Георгиевну Кученеву «как на человека, благодаря которому у них появился интерес к ботанике».
«Однажды в библиотеку поступила новая книга — «Жемчужины зеленого мира» о декоративных деревьях и кустарниках Калининградской области выдающегося учёного, эколога, педагога Г. Кученевой и я ей буквально «заболела». Искала описанные в книге деревья и кустарники по всей области. На все растения стала смотреть совершенно иначе, а вдруг они из Америки или Дальнего Востока», — рассказала Грошева Валентина Александровна, библиотекарь Липовской сельской библиотеки, в проекте «Главная книга моей жизни».